# 維申基 (紹斯特卡區)
51°43′56″N 34°12′42″E / 51.73222°N 34.21167°E
維申基（烏克蘭語：Вишеньки）是位於烏克蘭東北部的村莊，由蘇梅州紹斯特卡區的埃斯曼市鎮負責管轄。該村距離洛克尼亞河2.5公里，海拔高度166米，2001年該村落人口44。